# Francisca Mardones (football)
María Francisca Mardones Sáez, née le 24 mars 1989 à Santiago du Chili, est une footballeuse internationale chilienne jouant au poste de milieu de terrain au Santiago Morning.

## Biographie
Elle participe aux Jeux olympiques d'été de 2020 organisés lors de l'été 2021 à Tokyo, où elle joue deux des trois matchs disputés par son équipe.